# عيد الماء (سونغكران)
عيد الماء أو ‘سونغكران (بالتايلندية: สงกรานต์) هو العيد التقليدي لرأس السنة في تايلند، ويُحتفل به سنويًا في شهر أبريل، ويمتد عادةً من 13 إلى 15 أبريل، ويُعتبر من أهم المناسبات الوطنية في البلاد. يعود أصل الكلمة “سونغكران” إلى اللغة السنسكريتية وتعني “الانتقال” أو “العبور”، وهو يشير إلى الانتقال الشمسي إلى برج الحمل في التقويم الفلكي القديم.
```
       
```

## الطقوس والاحتفالات
يتميّز عيد سونغكران بمظاهر الفرح واللهو، وأشهرها تقليد رش الماء، حيث يتبادل الناس رش الماء على بعضهم في الشوارع والساحات العامة. ويُعتقد أن الماء يرمز إلى تطهير النفس من الذنوب والحظ السيئ وبدء سنة جديدة بنقاء وطهارة.
تشمل الطقوس أيضًا:
زيارة المعابد وتقديم الطعام للرهبان البوذيين.
صب الماء بلطف على أيدي كبار السن طلبًا للبركة.
تنظيف المنازل وتماثيل بوذا بالماء المعطر.

## الانتشار الإقليمي
إلى جانب تايلند، تحتفل دول آسيوية أخرى بعيد الماء بأساليب مشابهة، منها:
لاوس – حيث يُعرف بـ “بي ماى” (Pi Mai).
كمبوديا – ويسمى “تشول تشنام ثماي.
ميانمار – تحت اسم “ثينجيان.
بعض مناطق الصين وفيتنام بين الأقليات البوذية.

## السياحة
يُعد عيد الماء من أكثر المواسم جذبًا للسياح في تايلند، حيث يشارك الآلاف من السكان المحليين والأجانب في “معارك الماء” في الشوارع، خصوصًا في العاصمة بانكوك ومدن مثل شيانغ ماي وباتايا.

## النقد والتنظيم
رغم الطابع الاحتفالي، تواجه الاحتفالات سنويًا بعض الانتقادات بسبب:
حوادث المرور الناتجة عن السهو أو شرب الكحول.
الاستخدام المفرط للماء، خصوصًا في فترات الجفاف.

## وصلات خارجية
1. ↑  Newsroom, T. A. T. (26 Mar 2021). "Thailand's Songkran Festival: its origins, history and modern day observance". TAT Newsroom (بالإنجليزية الأمريكية). Archived from the original on 2025-05-04. Retrieved 2025-05-04.